# Charlie Stukes
(en) Statistiques sur pro-football-reference
Charles « Charlie » Stukes (né le 13 septembre 1943 à Chesapeake) est un joueur américain de football américain. Il a remporté le Super Bowl V avec les Colts de Baltimore. 

## Carrière

### Université
Après avoir étudié à la Crestwood High School de sa ville natale de Chesapeake, Stukes intègre le Maryland State College qui deviendra plus tard l'université de Maryland Eastern Shore. De 1963 à 1967, il s'illustre aussi bien en football américain qu'en basket-ball ou en baseball attirant d'ailleurs les regards des recruteurs. En football, il reçoit à trois reprises les honneurs de figurer dans l'équipe de la saison de la Central Intercollegiate Athletic Association.

### Professionnel
Charlie Stukes est sélectionné au quatrième tour de la draft 1967 de la NFL par les Colts de Baltimore au 100e choix. Lors de ses deux premières saisons, il est cantonné à un poste de remplaçant mais se montre notamment lors qu'il intercepte une passe contre les Steelers de Pittsburgh en 1968, passe qu'il retourne en touchdown de soixante yards. Il est titulaire lors du Super Bowl III mais ne peut empêcher la défaite des siens face aux Jets de New York.
Après six saisons chez les Colts, ponctuées notamment par huit interceptions lors de l'année 1970 et le Super Bowl V, Stukes est échangé aux Rams de Los Angeles en 1973. Après deux saisons comme titulaire, il se retire du monde professionnel.